# Павельцево (Долгопрудный)
Павельцево — микрорайон города областного подчинения Долгопрудный в Московской области России. До 2003 года — село.

## География
Находится на левом берегу реки Клязьмы. С севера и востока к Павельцеву примыкают микрорайоны Шереметьевский и Хлебниково.

## История
Первое упоминание о Павельцево содержится в Писцовых книгах под 1623 годом.
В то время деревня Павельцево принадлежала помещику Ивану Никифоровичу Траханиотову и в ней имелось всего три крестьянских и три бобыльских двора при господском доме.
С 1647 по 1676 годы хозяином являлся сын Ивана Никифоровича — Даниила Иванович, после смерти которого Павельцево унаследовали его сыновья — Степан и Иван.
10 октября 1695 года по указу Святейшего Патриарха и прошению Степана Даниловича Траханиотова в Павельцево строится деревянный Храм во имя Нерукотворного Образа Спаса, однако уже к 1713 году храм признаётся ветхим.
13 августа 1715 года Степан Данилович возводит на погосте уже новый каменный храм с прежним названием Спаса Нерукотворного Образа с приделом, посвященным иконе Покрова Пресвятой Богородицы.
К этому времени в селе Павельцево насчитывалось 30 крестьянских домов.
С 1718 года владельцами Павельцево становятся дочери Степана Даниловича — Авдотья и Анастасия, но в скором времени владение остается лишь в руках Анастасии и её мужа — майора Семена Михайловича Шишкина.
В 1755 году, после кончины жены, С. М. Шишкин продаёт село генерал-майору Алексею Михайловичу Еропкину.
При А. М. Еропкине крестьяне села состояли на оброке и промышляли хлебопашеством, продажей дров, сена и извозом в Москве и других близлежащих поселениях. Женщины, помимо работы в поле, пряли шерсть, лен, ткали полотна и сукно для себя и на продажу.
В 1800 году владелицей села Спасское-Павельцево стала генеральша Анна Ивановна Волкова. Владела она селом и в 1812 году, когда во время нашествия наполеоновских войск усадьба была частично разграблена.
В 1825 году, село переходит во владение княжне Екатерине Петровне Щербатовой, а в 1845 году Наталье Петровне Зубовой.
Н. П. Зубова жила в Москве и редко появлялась в имении, вследствие чего господский дом и хозяйственные постройки стали быстро приходить в упадок.
Сведений о последующих владельцах нет.
Спасская церковь благополучно пережила и революционные потрясения 1917 года и эпоху коллективизации.
В конце 1930-х годов началось строительство канала Москва-Волга, русло которого прошло недалеко от Павельцево. Сместилось и русло реки Клязьмы, оно стало впадать в канал, и непосредственно рядом с Павельцево образовался затон, где была построена пристань.
До 1939 года существовал Павельцевский сельсовет.
Изменилось и назначение Спасского храма. В нём разместилось объединение «Росреставрация», которое расставило в его стенах тяжёлые станки, устроило литейное производство, в результате чего полы оказались залиты цементом, а сам храм разгорожен на три этажа. Заложенными оказались и некоторые его проемы. Лишь в 1990 году здание храма с прилегающей к нему территорией по решению исполкома Долгопрудненского горсовета было передано православной общине верующих.
В 1963 году, земли на которых расположено Павельцево перешли в административное подчинение Долгопрудненского горсовета, а в 2003 году село вошло в состав города Долгопрудный.
Центр микрорайона формирует всё тот же Спасский Храм с монастырскими строениями и небольшая площадь, где установлен памятник односельчанам погибшим в годы Великой Отечественной войны. Главная улица микрорайона носит имя первого космонавта планеты — Юрия Алексеевича Гагарина.

## Известные уроженцы, жители
Максакова, Лариса Сергеевна (род. 29 ноября 1946 года в селе Павельцово) — российский политический деятель, депутат Государственной думы ФС РФ первого созыва (1993—1995)

## Инфраструктура
В микрорайоне ведётся активное коттеджное строительство, действует свой яхт-клуб «Авангард», оптово-торговый центрПерекрёсток. На берегу канала имени Москвы в 2005 году возведена часовня в память о погибших каналоармейцах.

## Транспорт
Расположено в 1 км к западу от железнодорожной платформы «Хлебниково» Савёловского направления МЖД.